# Leichtathletik-Europameisterschaften 1946/Weitsprung der Männer

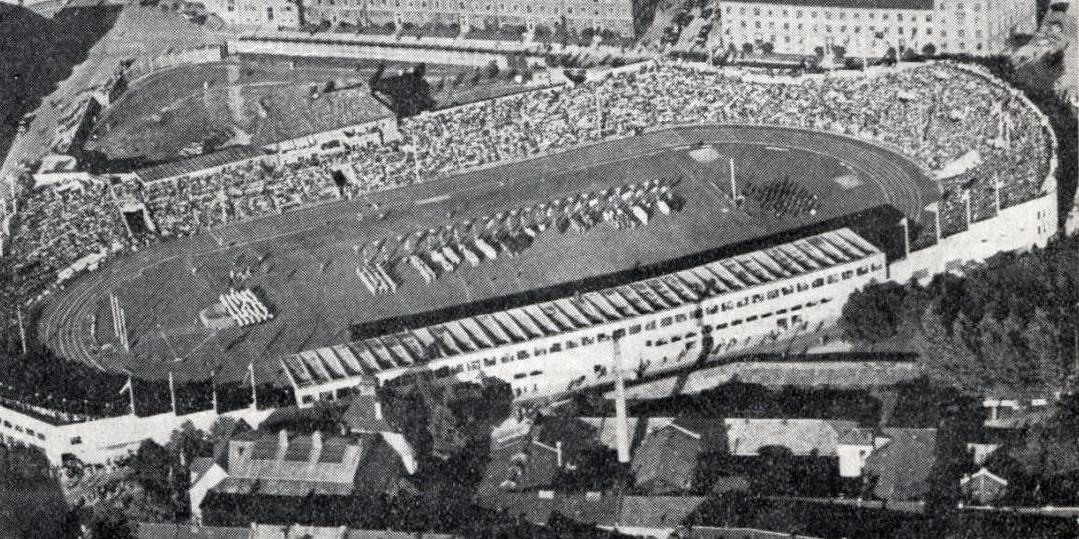
Das Bislett-Stadion in Oslo kurz nach den Europameisterschaften

Der Weitsprung der Männer bei den Leichtathletik-Europameisterschaften 1946 wurde am 23. August 1946 im Bislett-Stadion der norwegischen Hauptstadt Oslo ausgetragen.
Europameister wurde der Schwede Olle Laessker. Den zweiten Platz belegte der Schweizer Lucien Graff. Der Tschechoslowake Miroslav Řihošek gewann die Bronzemedaille.

## Rekorde

### Bestehende Rekorde
| Weltrekord           | 8,13 m | Jesse Owens     | Ann Arbor, USA          | 25. Mai 1935      |
| Europarekord         | 7,90 m | Luz Long        | Berlin, Deutsches Reich | 1. August 1937    |
| Meisterschaftsrekord | 7,65 m | Wilhelm Leichum | EM Paris, Frankreich    | 3. September 1938 |

Der bestehende EM-Rekord wurde bei diesen Europameisterschaften nicht erreicht. Die größte Weit erzielte der schwedische Europameister Olle Laessker mit 7,42 m im Finale am 23. August, womit er den Meisterschaftsrekord um 23 Zentimeter verfehlte. Gleichzeitig blieb er 48 Zentimeter unter dem Europa- und 71 Zentimeter unter dem Weltrekord.

### Rekordverbesserung
Es wurde ein neuer Landesrekord aufgestellt:

7,29 m – Miroslav Řihošek (Tschechoslowakei) Finale am 23. August

## Qualifikation
23. August 1946
Für das Finale qualifizierten sich die ersten acht Athleten – hellblau unterlegt. Die erzielten Weiten gingen wie heute nicht in die Endwertung ein.
| Platz | Name               | Nation           | Weite (m) |
| ----- | ------------------ | ---------------- | --------- |
| 1     | Olle Laessker      | Schweden         | 7,18      |
| 2     | Lucien Graff       | Schweiz          | 7,09      |
| 3     | Egidio Pribetti    | Italien          | 7,08      |
| 4     | Oliver Steinn      | Island           | 7,06      |
| 5     | Denis Watts        | Großbritannien   | 7,00      |
| 6     | Miroslav Řihošek   | Tschechoslowakei | 6,98      |
| 7     | Stig Håkansson     | Schweden         | 6,94      |
| 8     | Zdeněk Matys       | Tschechoslowakei | 6,78      |
| 9     | Mees Naaktgeboren  | Niederlande      | 6,77      |
| 10    | Jean Studer        | Schweiz          | 6,74      |
| 11    | Björn Vilmundarson | Island           | 6,69      |
| 12    | Armand Bour        | Frankreich       | 6,58      |
| 13    | Léopold Delcour    | Belgien          | 6,56      |
| 14    | Preben Larsen      | Dänemark         | 6,53      |

## Finale

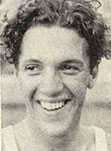
Europameister Olle Laessker
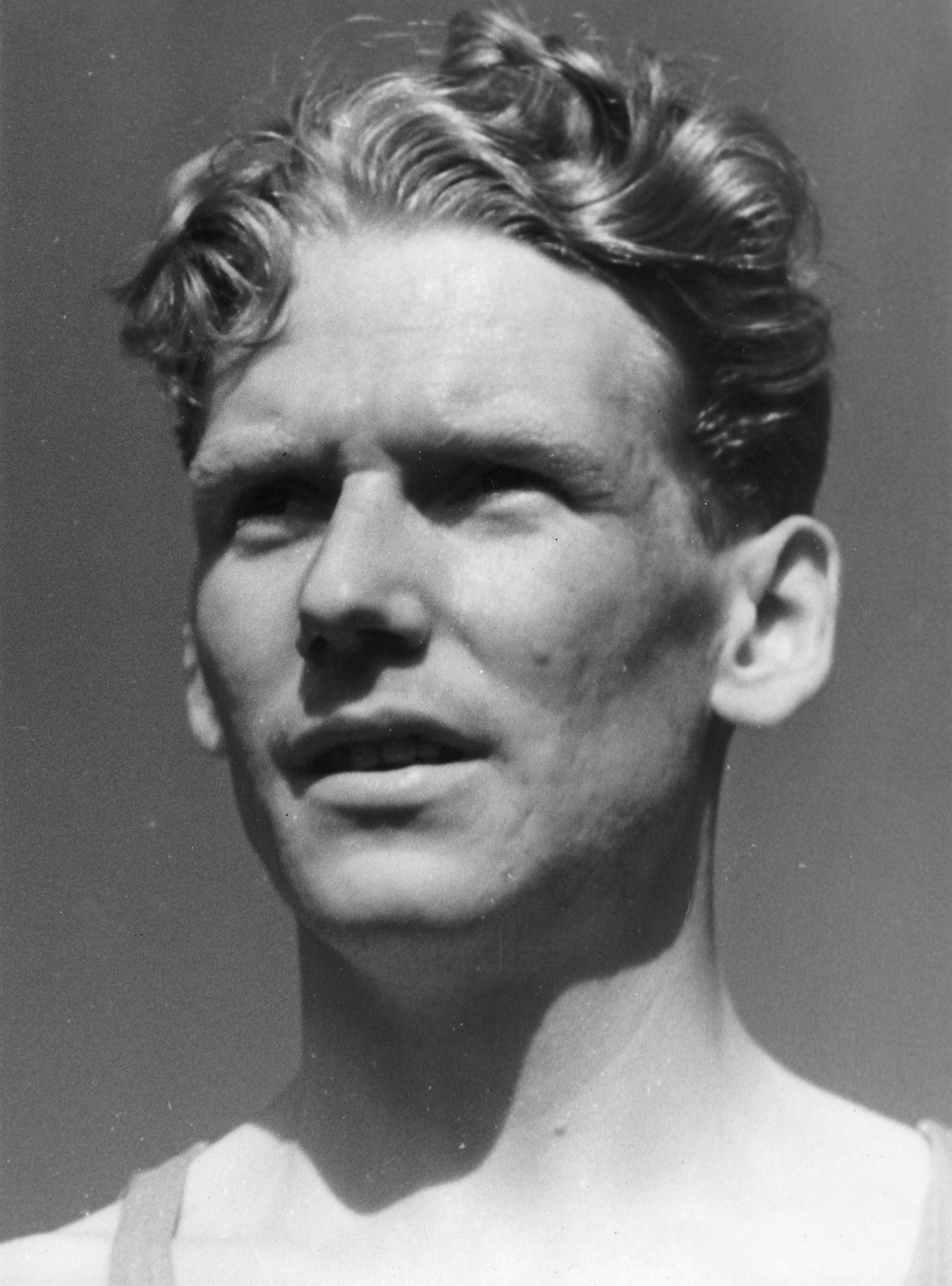
Stig Håkansson belegte Rang fünf

23. August 1946, 17:30 Uhr
| Platz | Name             | Nation           | Weite (m) |
| ----- | ---------------- | ---------------- | --------- |
| 1     | Olle Laessker    | Schweden         | 7,42000   |
| 2     | Lucien Graff     | Schweiz          | 7,40000   |
| 3     | Miroslav Řihošek | Tschechoslowakei | 7,29 NR   |
| 4     | Egidio Pribetti  | Italien          | 7,28000   |
| 5     | Stig Håkansson   | Schweden         | 6,97000   |
| 6     | Denis Watts      | Großbritannien   | 6,95000   |
| 7     | Zdeněk Matys     | Tschechoslowakei | 6,92000   |
| 8     | Oliver Steinn    | Island           | 6,82000   |